# Georges Rollin
Pour les articles homonymes, voir Rollin.
Georges Rollin, né le 6 avril 1909 à Pont-à-Mousson (Meurthe-et-Moselle) et mort le 3 mars 1964 à Paris (18e), est un acteur et réalisateur français.

## Filmographie

### Comme acteur

#### Cinéma

##### Années 1930
- 1933 : Âme de clown de Marc Didier et Yvan Noé
- 1935 : Barcarolle de Gerhard Lamprecht et Roger Le Bon
- 1935 : Une fille à papa de René Guissart : le portier
- 1936 : Les Pattes de mouches de Jean Grémillon
- 1938 : L'Homme du jour de Julien Duvivier
- 1938 : Ultimatum de Robert Wiene : Lt. Ristic
- 1938 : La Plus Belle Fille du monde de Dimitri Kirsanoff : Franklin Le Roy
- 1938 : J'accuse d'Abel Gance : Pierre Fonds
- 1938 : Firmin, le muet de Saint-Pataclet de Jacques Séverac
- 1938 : Accord final d'Ignacy Rosenkranz : Paul Lissa

##### Années 1940
- 1941 : L'Embuscade de Fernand Rivers : Robert Marcel
- 1941 : Notre-Dame de la Mouise de Robert Péguy et René Delacroix : Bibi
- 1941 : Le Dernier des six de Georges Lacombe : Georges "Jo" Gribbe
- 1941 : Le Briseur de chaînes de Jacques Daniel-Norman : Laurent
- 1942 : Annette et la Dame blonde de Jean Dréville : Bernard
- 1942 : La Loi du printemps de Jacques Daniel-Norman : Richard Burdan
- 1942 : Dernier Atout de Jacques Becker : le jeune inspecteur Montès
- 1942 : Mariage d'amour d'Henri Decoin : Bernard
- 1943 : L'Homme sans nom de Léon Mathot : André Ourdebey
- 1943 : Goupi Mains Rouges de Jacques Becker : Eugène Goupi dit Goupi-Monsieur
- 1944 : Le Merle blanc de Jacques Houssin : Jean Bernon
- 1945 : Le Père Goriot de Robert Vernay, d'après Honoré de Balzac : Eugène de Rastignac
- 1946 : Les Clandestins d'André Chotin : Laurent
- 1946 : Impasse de Pierre Dard : Gabriel Marceroux
- 1947 : L'Arche de Noé d'Henry Jacques : Noël
- 1947 : Fausse Identité d'André Chotin : François
- 1948 : Les Casse-Pieds de Jean Dréville
- 1949 : La vie est un rêve de Jacques Séverac
- 1949 : Le Sorcier du ciel de Marcel Blistène : Jean-Marie Vianney

##### Années 1950
- 1950 : La Nuit s'achève de Pierre Méré
- 1950 : La Nuit du 12 au 13 de Claude Orval - court métrage -
- 1950 : Allô : au secours de Claude Orval - court métrage -
- 1952 : La Femme à l'orchidée de Raymond Leboursier : Karl
- 1952 : Buridan, héros de la Tour de Nesle d'Émile Couzinet : Louis X
- 1953 : La Famille Cucuroux d'Émile Couzinet : Gontran de Saint-Paul
- 1954 : Le Guérisseur d'Yves Ciampi
- 1954 : Mourez, nous ferons le reste de Christian Stengel : Georges
- 1954 : Le Congrès des belles-mères d'Émile Couzinet
- 1957 : L'Aventurière des Champs-Élysées de Roger Blanc : Commissaire Daniel Legrand
- 1959 : Bal de nuit de Maurice Cloche : le juge

##### Années 1960
- 1960 : Alibi pour un meurtre (Chaque minute compte) de Robert Bibal : Emmanuel Pérez
- 1961 : Pleins Feux sur l'assassin de Georges Franju : Benoist-Sainval
- 1962 : Le Sadique Baron Von Klaus (La mano de un hombre muerto) de Jesús Franco: Inspector Borowsky
- 1963 : Le Jaguar (El llanero) de Jesús Franco : Colonel Saltierra
- 1964 : Agent 077, opération Jamaïque (La muerte silba un blues) de Jesús Franco : Paul Radeck

#### Télévision
- 1958 : Les Cinq Dernières Minutes, épisode L'habit fait le moine de Claude Loursais : Tournon
- 1958 : Les Cinq Dernières Minutes, épisode Un crime dans le théâtre de Claude Loursais : Tournon
- 1962 : Paludi ou Le Marais de Gilbert Pineau, d'après Diego Fabbri (téléfilm) : le directeur
- 1963 : La Première Légion de Gilbert Pineau (téléfilm) : le docteur Pierre Morell

### Comme réalisateur
- 1952 : Zig et Puce sauvent Nénette (court métrage)

### Comme directeur artistique
- 1957 : La Nuit des insectes (documentaire)

## Théâtre
Les Chevaliers de la Table ronde
- 1926 : Le Dictateur de Jules Romains, mise en scène Louis Jouvet, Comédie des Champs-Élysées
- 1933 : Teddy and Partner d'Yvan Noé, Théâtre Michel
- 1937 : Les Indifférents d'Alberto Moravia, mise en scène Paulette Pax, Théâtre de l'Œuvre
- 1937 : Les Demoiselles du large de Roger Vitrac, mise en scène Paulette Pax, Théâtre de l'Œuvre
- 1937 : Les Chevaliers de la table ronde de Jean Cocteau, mise en scène Jean Cocteau, Théâtre de l'Œuvre
- 1939 : La Dame aux camélias d'Alexandre Dumas fils, mise en scène Georges Pitoëff, Théâtre des Mathurins
- 1941 : Le Rendez-vous de Senlis de Jean Anouilh, mise en scène André Barsacq, Théâtre de l'Atelier
- 1943 : Le Grand Poucet de Claude-André Puget, mise en scène Gaston Baty, Théâtre Montparnasse
- 1948 : L'Extravagante Théodora de Jean de Létraz, mise en scène de l'auteur, Théâtre des Capucines
- 1949 : La Galette des Rois de Roger Ferdinand, mise en scène Jean Wall, Théâtre Daunou
- 1954 : Le Rendez-vous de Senlis de Jean Anouilh, mise en scène André Barsacq, Théâtre de l'Atelier